# Robert Kosch
Robert Paul Theodor Kosch (Glatz, 5. travnja 1856. – Berlin, 22. prosinca 1942.) je bio njemački general i vojni zapovjednik. Tijekom Prvog svjetskog rata zapovijedao je s više korpusa, te 9. armijom na Zapadnom i Istočnom bojištu.

## Vojna karijera
Robert Kosch rođen je 5. travnja 1856. u Glatzu (danas Klodzko u Poljskoj) kao najmlađe dijete Hermanna i Agnes Kosch. Kosch je u prusku vojsku stupio 1874. godine, te je u razdoblju od 1877. do 1880. pohađao Prusku vojnu akademiju nakon čega služi u raznim vojnim jedinicama njemačke vojske. U travnju 1912. unaprijeđen je u general poručnika, te dobiva zapovjedništvo nad 10. pješačkom divizijom smještenom u Posenu na čijem čelu dočekuje i početak Prvog svjetskog rata.

## Prvi svjetski rat
Na početku Prvog svjetskog rata 10. pješačka divizija nalazila se u sastavu 5. armije kojom je zapovijedao prestolonasljednik Vilim. U listopadu 1914. Kosch postaje zapovjednikom I. korpusa kojim sudjeluje u Drugoj bitci na Mazurskim jezerima. Za zapovijedanje u navedenoj bitci Kosch je 20. veljače 1915. odlikovan ordenom Pour le Mérite.
U lipnju 1915. Kosch postaje zapovjednikom X. pričuvnog korpusa kojim sudjeluje u borbama na Dnjestru i Gnjiloj Lipi. Nakon toga premješten je na Balkansko bojište gdje sudjeluje u invaziji na Srbiju. U kolovozu 1916. Kosch je unaprijeđen u generala pješaštva, nakon čega u dobiva zapovjedništvo nad Dunavskom armijom kojom sudjeluje u napadu na Rumunjsku. U lipnju 1917. Kosch privremeno zapovijeda na mjesec dana 9. armijom, nakon čega se ponovno vraća na zapovjedništvo Dunavske armije. Dunavskom armijom Kosch je zapovijedao sve do njenog rasformiranja u ožujku 1918. kada dobiva zapovjedništvo nad snagama koje su sudjelovale u okupaciji Ukrajine.

## Poslije rata
Nakon rata Kosch dobiva zapovjedništvo nad njemačkim snagama koje su štitile njemačku istočnu granicu. Navedenim snagama zapovijeda sve do siječnja 1919. kada odlazi u mirovinu. Robert Kosch preminuo je 22. prosinca 1942. godine u 86. godini života u Berlinu gdje je i pokopan. Bio je oženjen s Gertrude Noeggerath s kojom je imao tri kćeri.

## Vanjske poveznice
(eng.) Robert Kosch na stranici Prussianmachine.com

(njem.) Robert Kosch na stranici Deutschland14-18.de  Arhivirana inačica izvorne stranice od 4. ožujka 2016. (Wayback Machine)
| Prethodnik:          | Zapovjednik 9. armije Robert Kosch | Nasljednik:       |
| Erich von Falkenhayn | Zapovjednik 9. armije Robert Kosch | Johannes von Eben |